# Єскельді-бі
Єскельді́-бі (каз. Ескельді би) — село у складі Каратальського району Жетисуської області Казахстану. Адміністративний центр Єскельдинського сільського округу.
У радянські часи село називалося Дальній Восток.
Населення — 1393 особи (2021; 1424 у 2009, 1343 у 1999, 1472 у 1989).